# Sesshō-seki
Sesshō-seki (殺生石, litt. « pierre tueuse ») est un artefact important de la mythologie japonaise, associé à la légende de Tamamo-no-Mae. Elle est censée contenir l'esprit maléfique d'un renard à neuf queues et tuer quiconque entre en contact avec elle.

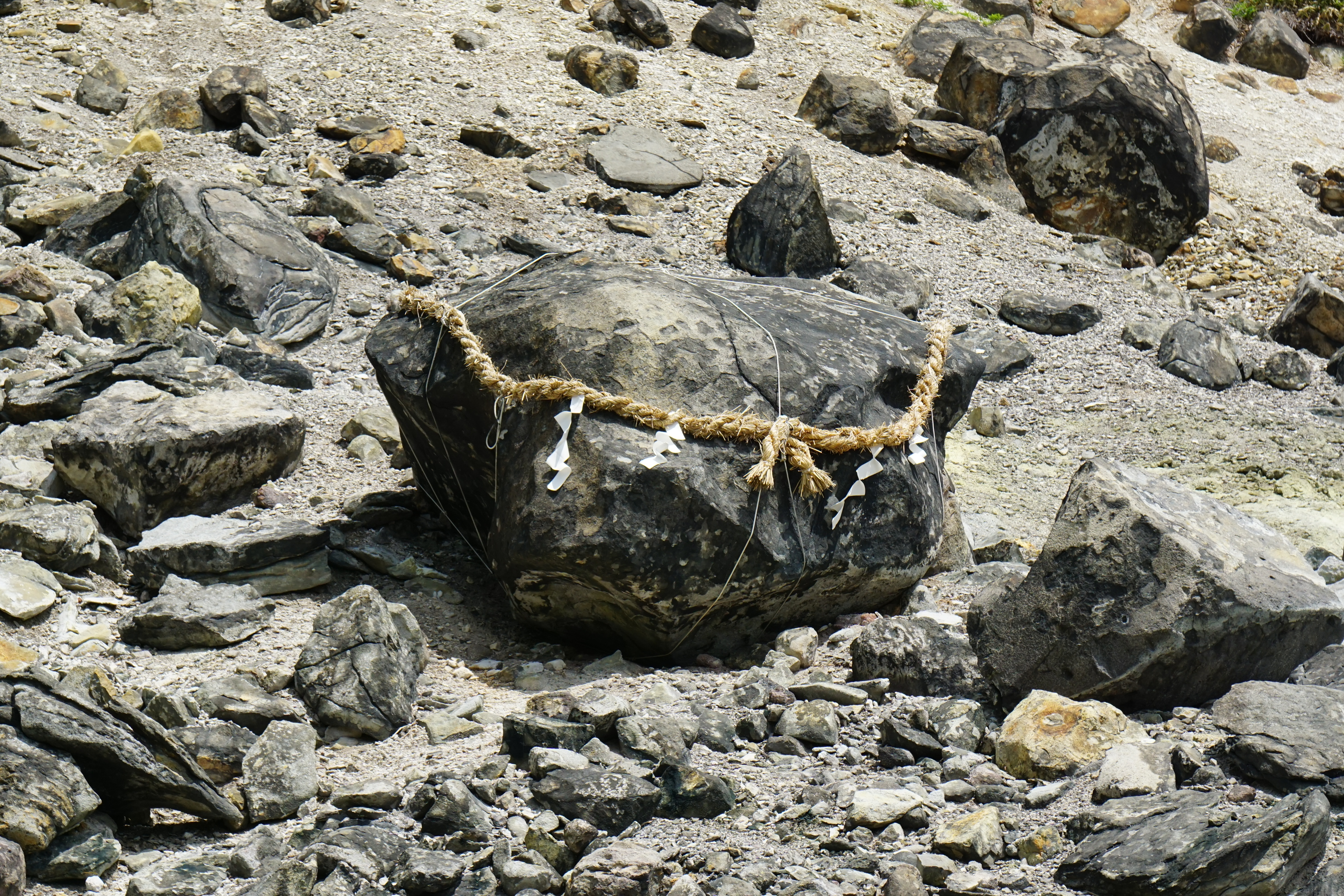
Sesshō-seki en 2018, décorée d'un shimenawa et de shide.

Elle se situe dans les montagnes volcaniques de Nasu, une région de la préfecture de Tochigi, célèbre pour ses sources chaudes. De nos jours, les rochers et grosses pierres dans les zones où sont présents des gaz toxiques volcaniques sont souvent nommés « Sesshō-seki ».
Le 5 mars 2022, la pierre se scinde en deux parties, probablement à cause de l'érosion naturelle, mais beaucoup d'habitants locaux pensent néanmoins que cela serait dû à la libération de l'esprit maléfique.

## Légende
On pense que la pierre est le résultat de la métamorphose du cadavre de Tamamo-no-Mae, une belle femme, forme humaine d'un renard à neuf queues, travaillant au service d'un daimyō maléfique et complotant pour tuer l'empereur Toba et s'emparer du trône. Selon l'otogi-zōshi, lorsque le renard à neuf queues a été tué par le célèbre guerrier Miura-no-suke, son corps se serait transformé en la pierre Sesshō-seki.
Plus tard, un prêtre bouddhiste nommé Genno s'arrête près de la pierre pour se reposer et est alors menacé par l'esprit de Tamamo-no-Mae. Il exécute des rituels d'exorcisme et supplie l'esprit de considérer son salut. Tamamo-no-Mae cède et jure de ne plus jamais hanter la pierre.

## Dans la littérature
Il existe une pièce de nô sur la pierre, attribuée à Hiyoshi Sa'ami.
Matsuo Bashō se rend auprès de la pierre au XVIIe siècle et narre son voyage dans son livre La Sente étroite du Bout-du-Monde.
Le roman Tamamo-no-Mae (玉藻の前) de Kidō Okamoto, basé sur la légende de la pierre, est adapté en film d'animation (Kyuubi no Kitsune to Tobimaru (Sesshouseki), 九尾の狐と飛丸 (殺生石)) en 1967.

## Galerie

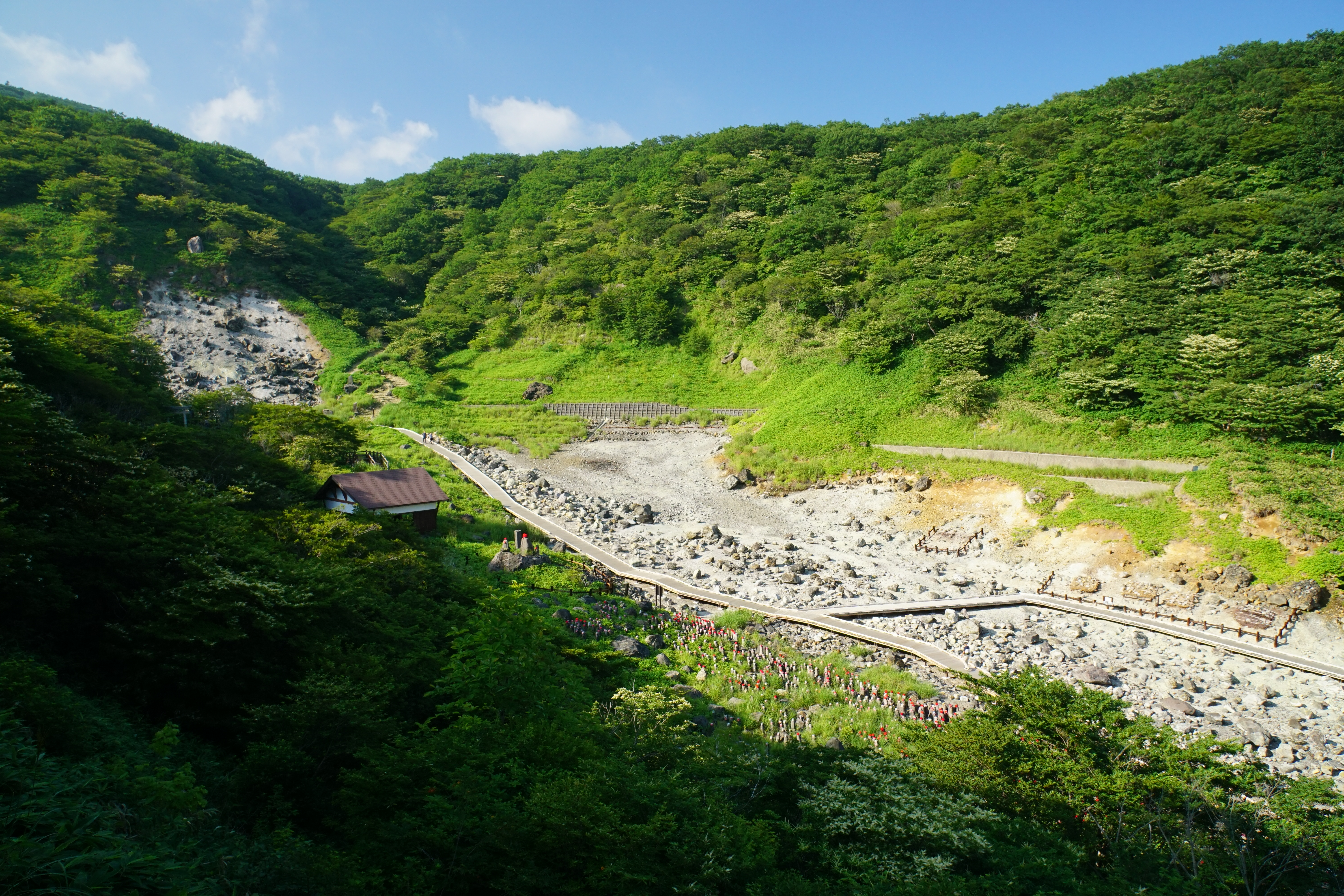
Site où se visite la pierre.
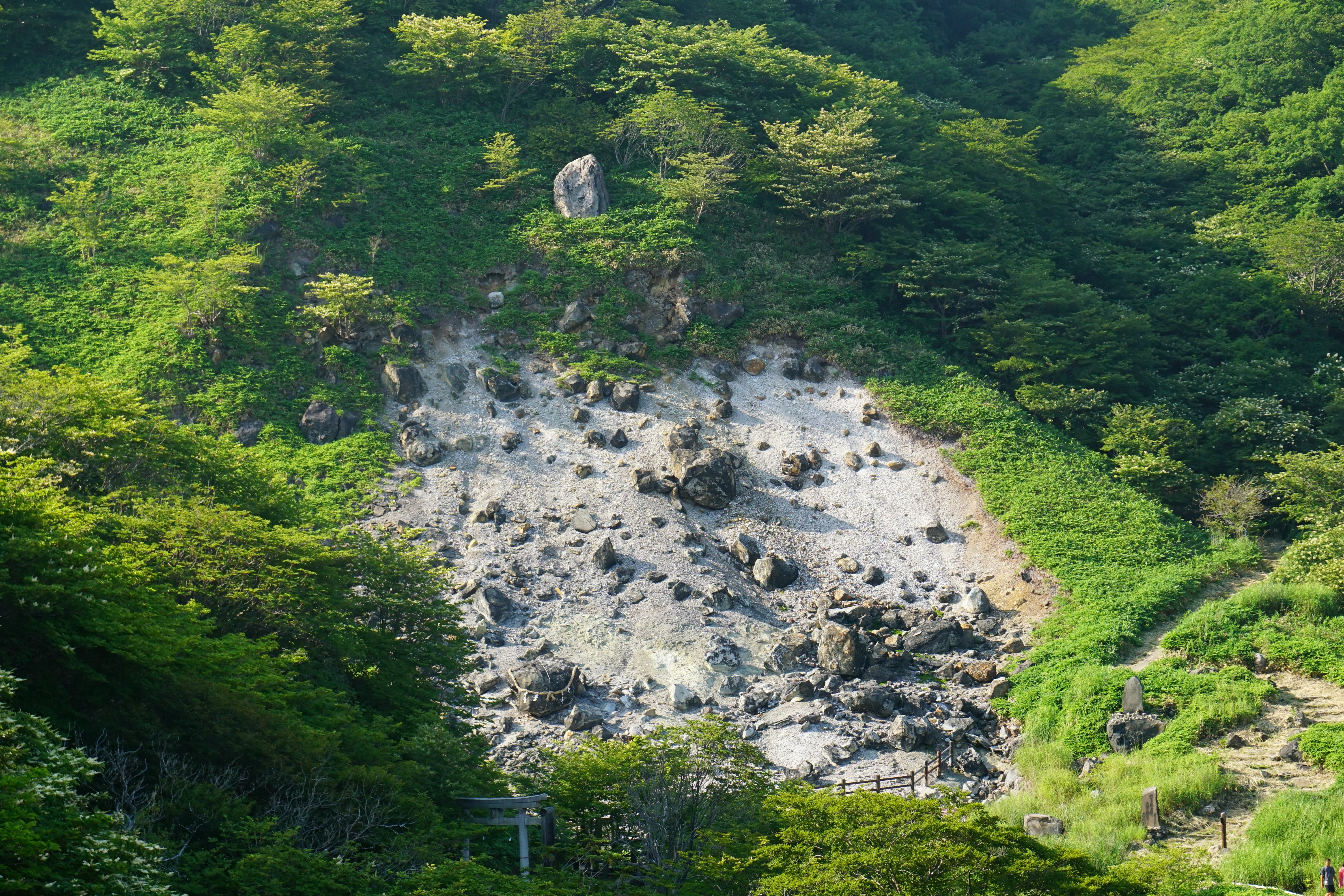
Vue aérienne de l'emplacement de la pierre (celle avec le shimenawa et les shide).
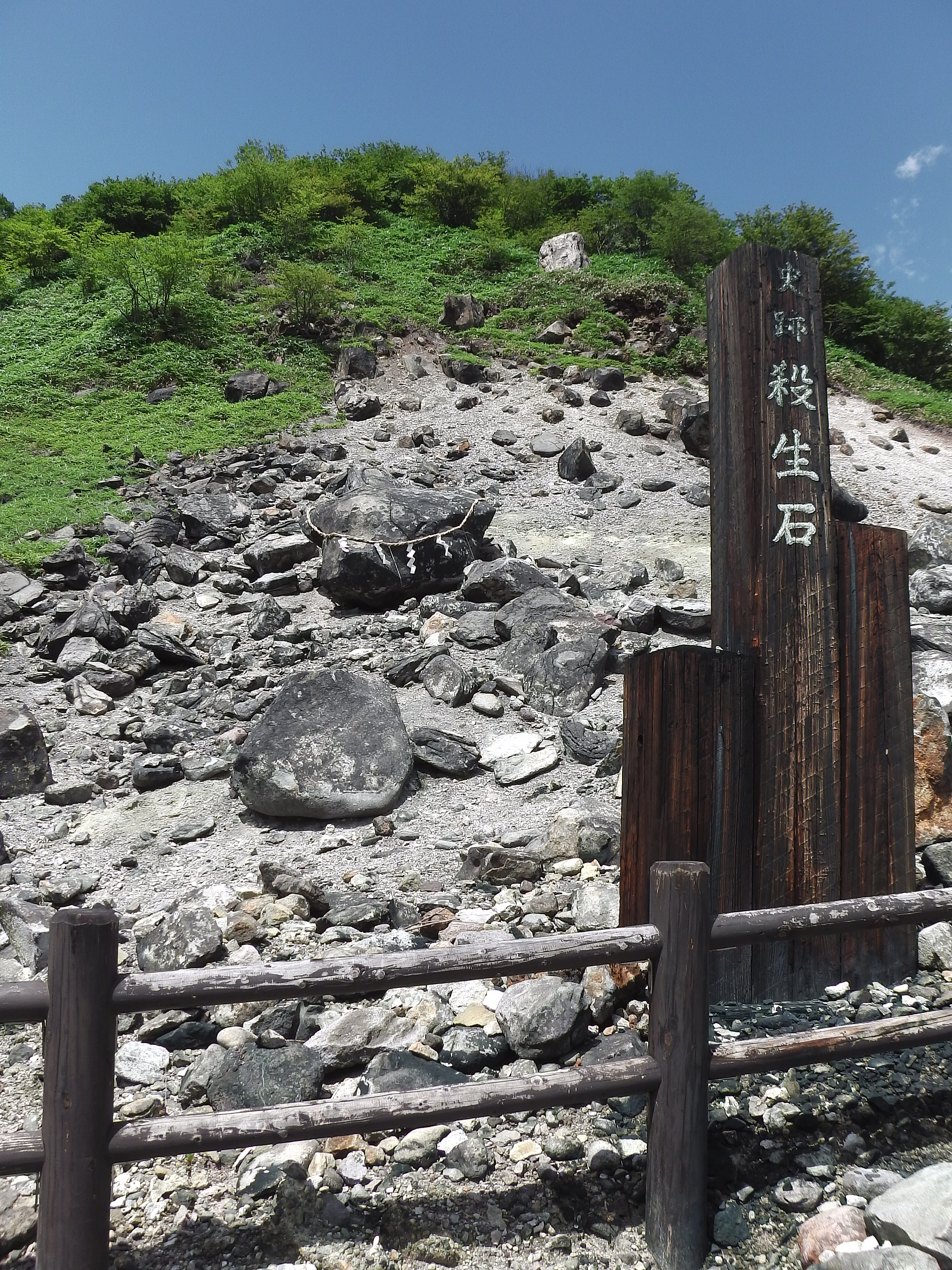
Sesshō-seki en 2016.
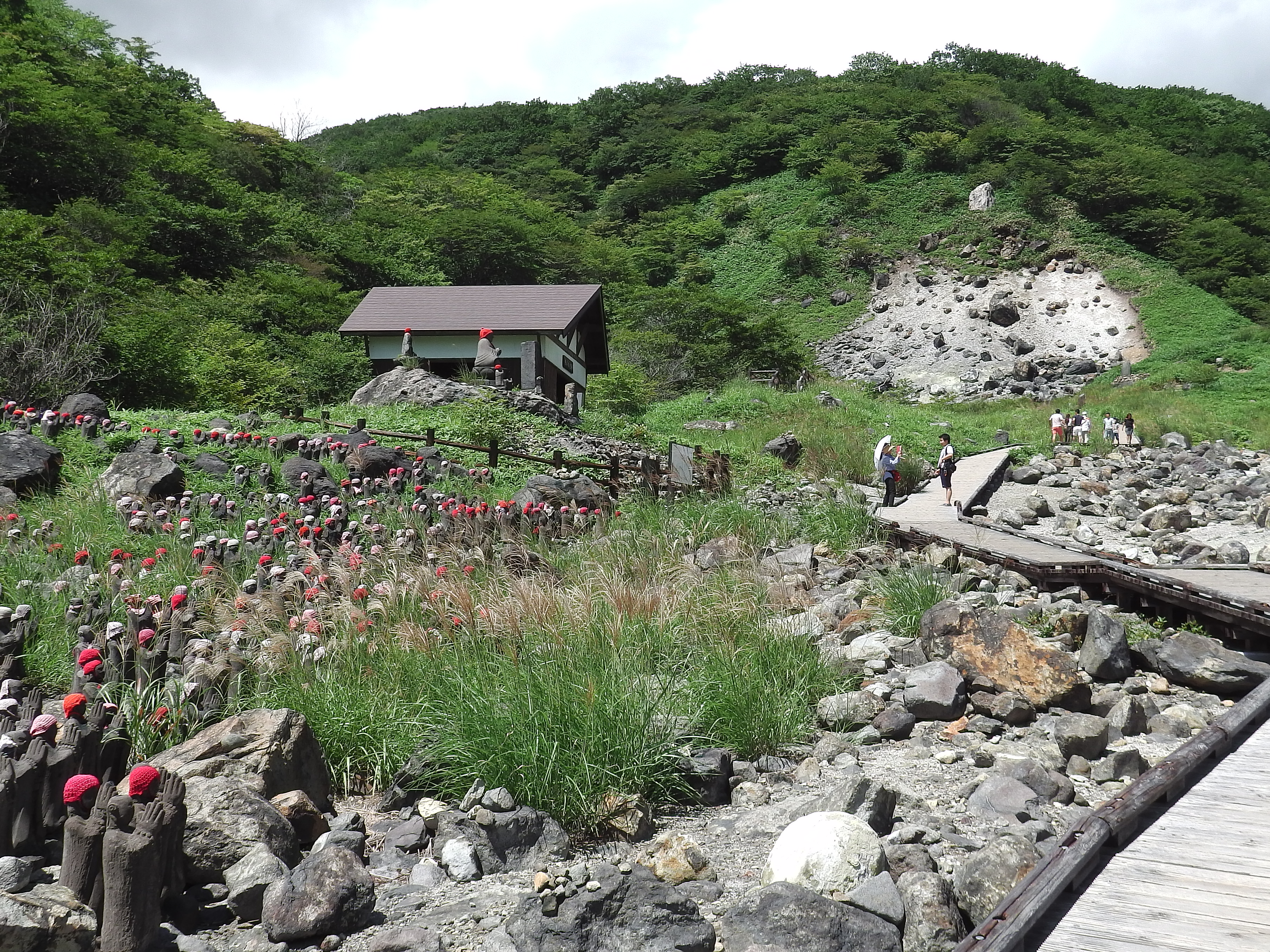
Les Mille jizōs (statues de pierre de Kshitigarbha).
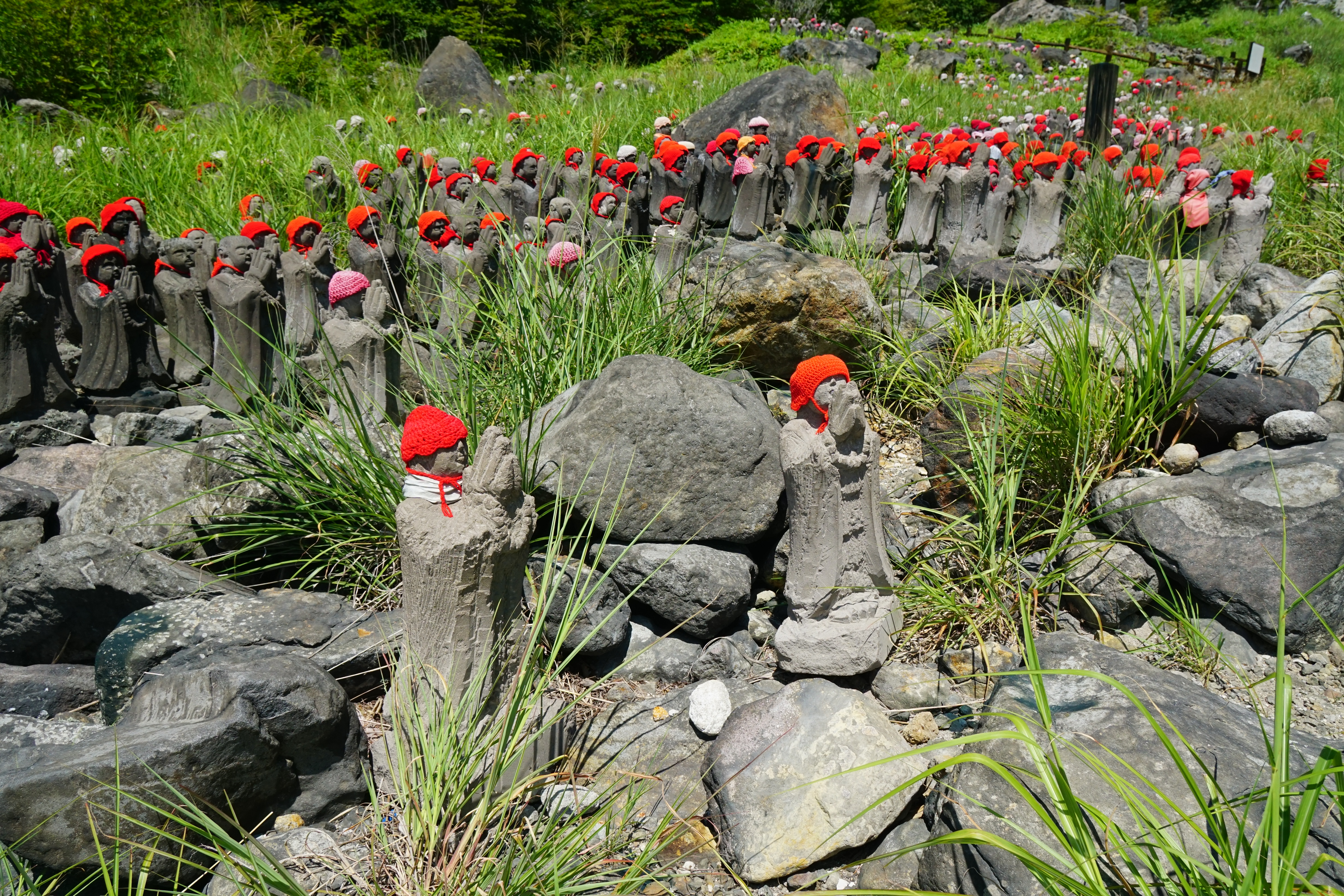
Zoom sur les jizōs.
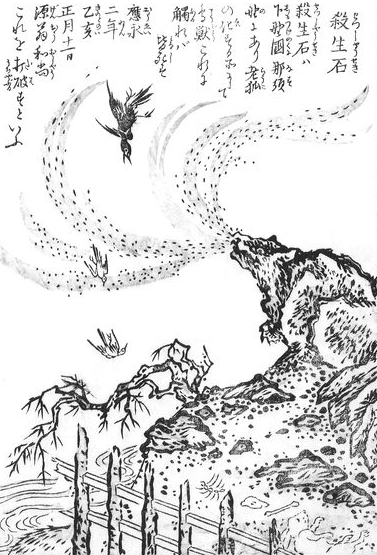
Sesshō-seki émettant des gaz toxiques qui tuent un oiseau (œuvre de Toriyama Sekien).
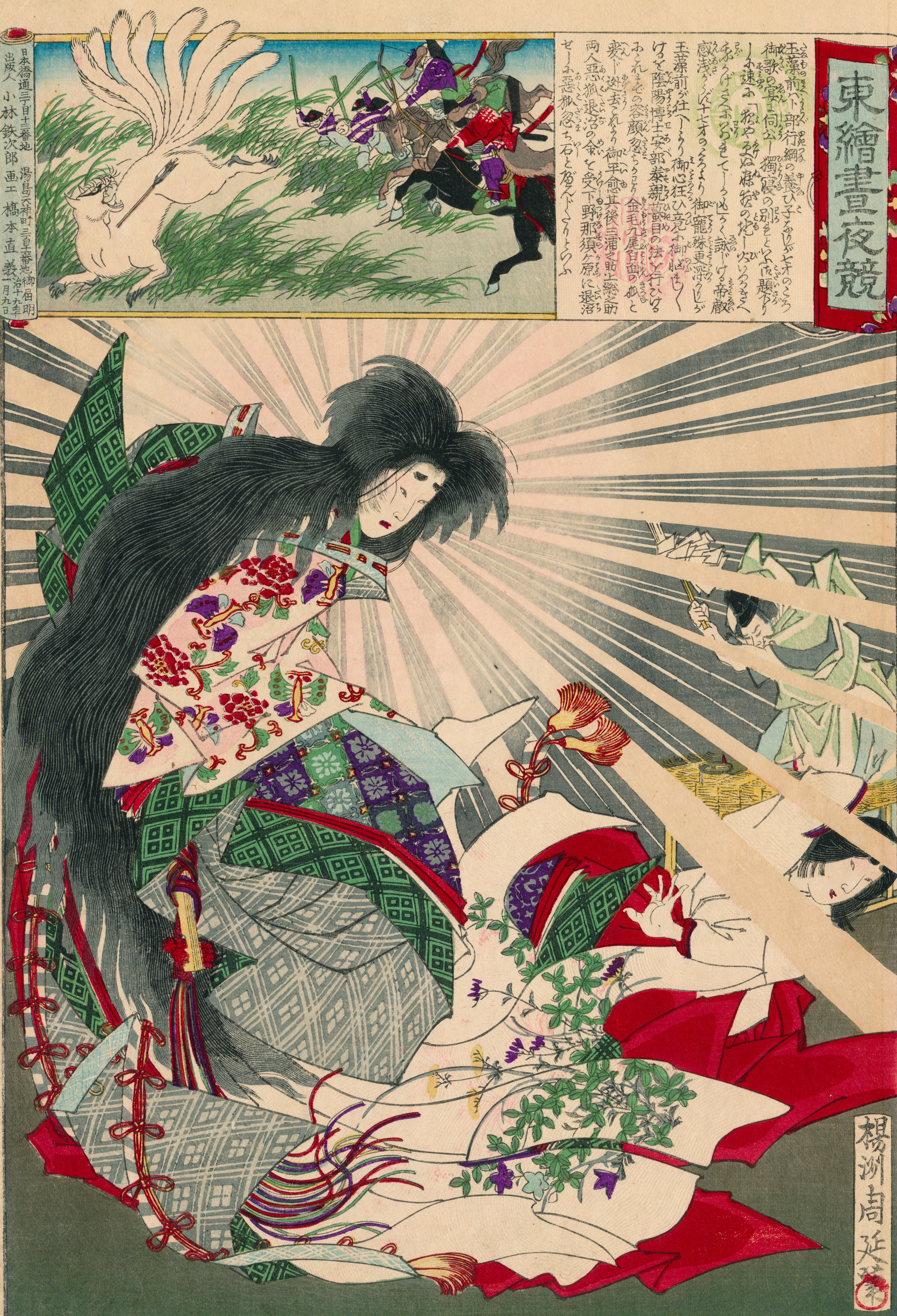
Tamamo-no-Mae, sous la forme du renard à neuf queues, recevant la flèche mortelle (en haut) avant sa métamorphose en Sesshō-seki.
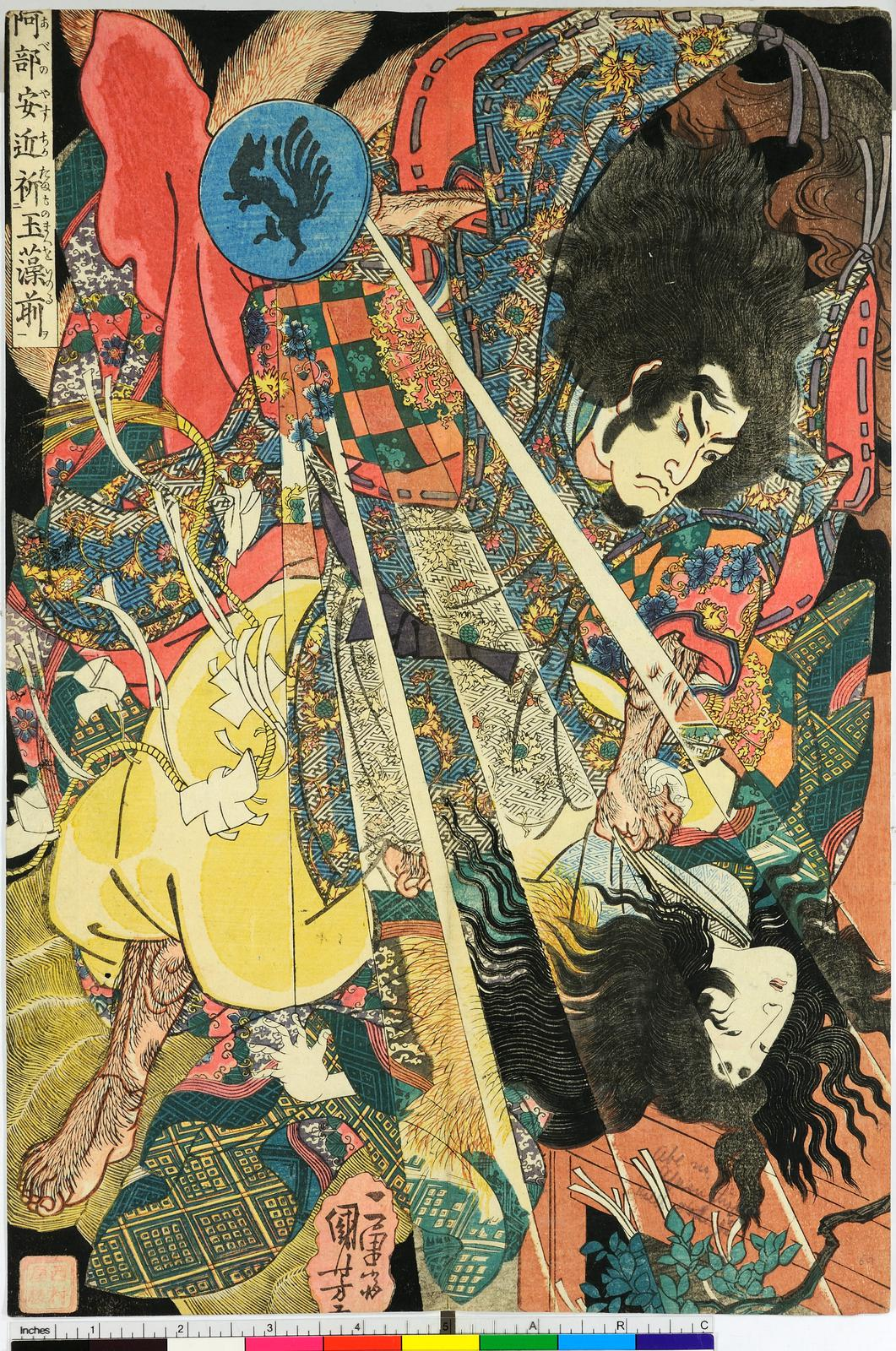
Abe no Yasuchika exorcisant Tamamo-no-Mae.